# Alessandro Venturella
Alessandro Giovanni Venturella (Inglaterra, 12 de abril de 1984) es un músico británico, conocido por ser el bajista de la banda Slipknot desde 2014. Venturella se ha desempeñado como bajista y guitarrista de la banda de metal británico Krokodil y también en Cry For Silence. Él fue el técnico de guitarras de gira para Architects, Brent Hinds de la banda de metal progresivo Mastodon, y también para Coheed & Cambria, y Fig.

## Ingreso a Slipknot
Venturella se unió a Slipknot junto a Jay Weinberg durante el proceso de grabación del álbum .5: The Gray Chapter, reemplazando al fallecido bajista Paul Gray, quien había participado durante un tiempo en el estudio para la grabación del disco. La intención de los miembros de la banda fue que las identidades de los nuevos miembros no fuesen descubiertas, pero por medio de comparaciones de los aspectos del baterista y el bajista que aparecen en el video de "The Devil In I" con fotografías de los sospechosos de ser quienes aparecen allí, Alessandro Venturella y Jay Weinberg, pudo determinarse que ellos efectivamente son los nuevos miembros de la banda.
El 7 de octubre de 2014, el vocalista Corey Taylor de Slipknot expresó su frustración porque a Venturella se lo había identificado al tocar el bajo en el video para la canción "The Devil In I". El tatuaje en la mano izquierda de Venturella había sido reportado por MetalChapel Noticias, a pesar de todos los músicos estaban encapuchados en el vídeo. Taylor dijo de sobre Venturella y Weinberg: "Ellos aún no son miembros oficiales de la banda, pero no por eso son personas que sólo tocan en la banda. El tiempo dirá si son o no son miembros de pleno derecho. Hasta ahora lo están haciendo muy bien y estamos disfrutando de tocar con ellos." En octubre, 25 y 26, Venturella toca con la banda en vivo por primera vez, en el Knotfest 2014 .

## Discografía

#### Cry for Silence
- Through The Precious Words (2001)
- The Longest Day (2004)
- The Glorious Dead (2008)

Krokodil
- Shatter / Dead Man's Path Ltd. 7 (2014)
- Nachash (2014)

Slipknot
- .5: The Gray Chapter (2014)
- We Are Not Your Kind (2019)
- The End, So Far (2022)

- Datos: Q18218142